# كلية فلسطين التقنية للبنات
كلية فلسطين التقنية للبنات رام الله أسست عام 1952، وكانت تسمى "دار المعلمات" وهي الآن تمنح درجة البكالوريوس في تخصصي التربية التكنولوجية والإدارة التقنية، كما تمنح درجة الدبلوم في عشرة تخصصات هي: "التربية الرياضية، التربية الموسيقية، التصميم الجرافيكي، الفنون الجميلة، تصميم صفحات الإنترنت، والتصميم الداخلي، البرمجيات وقواعد البيانات، إدارة الإعمال، والمحاسبة، وإدارة وأتمتة المكاتب.

## معلومات عن الكلية
تأسست كلية فلسطين التقنية رام الله للبنات سنة 1952م، كليه جامعية متوسطة وكانت تسمى اّنذاك «دار المعلمات» ومدة الدراسة فيها سنتان، بعد الحصول على شهادة الدراسة الثانوية العامة «المترك» بمعدل عال، وبعد اجتياز المقابلة الشخصية كانت الكلية آنذاك تُعْنى بتخريج مدرسات مؤهلات للتدريس في التخصصات الادبية والعلمية في الرياضيات، العلوم، اللغة العربيه، التربية الاسلامية، الاجتماعيات، اللغة الانجليزية، التربيه الرياضة، العلوم المنزلية. كان لخريجات الكلية اسهام كبير على مدى خمسة عقود في حمل راية التعليم، ليس في فلسطين فحسب بل في معظم الدول العربية، وبخاصة دول الخليج العربي.
وفي عام 1967، وبعد الاحتلال الإسرائيلي للضفة الغربية وغزة، أصبحت الكلية تتبع لضابط التربية والتعليم العسكري، ولم تتغير برامجها الاكاديميه في هذه الفترة، لوجود الاحتلال الذي كان يجثم فوق كل طموح لها بالتطوير والتحسين. وفي عام 1988، فك الارتباط الإداري بالأردن لجميع المؤسسات الفلسطينية الرسمية ومن ضمنها الكلية؛ ومنذ عام 1988 وحتى عام 1991م، خضعت الكلية لإجراءات السلطات الاسرائيلية الصارمة، اذ أُغلقت الكلية عدة مرات في سنوات الانتفاضة شأنها في ذلك شأن سائر مؤسسات التعليم في فلسطين. ومنذ عام 1994م، وبعد أن تسلمت السلطة الوطنية زمام أمور التعليم في الضفة الغربية وغزة، أولت الكليات الحكومية عناية خاصة، وحولتها إلى كليات فلسطين التقنية التي تعنى بالتخصصات التقنية والمهنية، بناء على دراسة واقعية لاحتياجات المدارس والسوق المحلي من تلك التخصصات مما يتيح المجال لخريجات هذه الكلية إيجاد فرص عمل مناسبة حال تخرجهن. وقد أولت وزارة التربية والتعليم العالي الفلسطينية اهتماما كبيرا  لتطوير كليات فلسطين التقنية التي أصبحت تابعة، وبشكل مباشر، إلى وزارة التعليم العالي منذ العام الدراسي 1996.

## تقع الكلية
رام الله- شارع المعاهد-حي الماصيون- مقابل مقر مجلس الوزراء
وفي عام 2017 تم ضم الكلية لتصبح إحدى الفروع التابعة لجامعة فلسطين التقنية - خضوري.